# Saharna Nouă
Saharna Nouă è un comune della Moldavia situato nel distretto di Rezina di 1.624 abitanti al censimento del 2004

## Località
Il comune è formato dall'insieme delle seguenti località (popolazione 2004):
- Saharna Nouă (964 abitanti)
- Buciuşca (263 abitanti)
- Saharna (397 abitanti)